# Hemdale Film Corporation
Hemdale Film Corporation, conocida como Hemdale Communications después de 1992, fue una destacada productora y distribuidora de cine independiente con sede en Estados Unidos y el Reino Unido. Fundada en Londres en 1967 por el actor David Hemmings y John Daly, el nombre de la empresa se originó a partir de una fusión de sus apellidos. Hemdale colaboró en la producción de numerosas películas de renombre en asociación con compañías como TriStar y Orion Pictures. Entre sus obras más notables se encuentran "Platoon" (1986) y "The Last Emperor" (1987), ambas galardonadas con el Premio de la Academia a la Mejor Película en años consecutivos.

## Historia

### Principios
John Daly, que en ese momento se desempeñaba como vendedor de seguros, cruzó caminos con el actor David Hemmings, quien había protagonizado películas notables como "Blow Up" y "Camelot". La casualidad llevó a que Hemmings fuera invitado a Hollywood, y le proporcionaron un boleto adicional para llevar a su entonces novia. Sin embargo, cuando su relación llegó a su fin, Hemmings gentilmente ofreció el boleto a Daly, quien aceptó la oferta y se embarcó en un vuelo hacia Estados Unidos. Fue así como estos dos hombres, unidos por la oportunidad, decidieron unir sus fuerzas y fundar una empresa conjunta. La compañía se anunció oficialmente en octubre de 1967.
En julio de 1968, se anunció que Hemdale, bajo la dirección de Peter McEnery, tenía planes de adquirir una participación en el grupo de bienes raíces y restauración conocido como Perben. Además de sus actividades en el ámbito cinematográfico, Hemdale también estaba involucrada en la gestión de una agencia teatral, operaciones financieras y tenía un equipo de relaciones públicas. Para julio de 1969, Hemdale había diversificado aún más sus intereses al tener participación en el restaurante Chantalier. Y en noviembre de ese mismo año, el "Grupo Hemdale" inició su incursión en la producción cinematográfica, con la realización del cortometraje "Simon, Simon" y la película de larga duración "Ritual".
En agosto de 1970, la empresa emprendió acciones legales contra su cofundador, David Hemmings, solicitando el reembolso de un préstamo de 43,000 libras esterlinas y alegando un incumplimiento de contrato relacionado con la producción de "Unman, Wittering y Zigo". Además, Hemdale había adquirido una participación en el Grupo Tigon, lo que provocó complicaciones legales adicionales. Como resultado de esta situación, tanto el presidente de Hemdale como Laurie Marsh, miembro de la junta directiva, presentaron su dimisión. En ese momento, Hemdale tenía 14 artistas bajo contrato, entre ellos Jack Wild. La negociación de acciones de Hemdale se suspendió temporalmente, y la empresa optó por vender su participación en el Grupo Tigon a Laurie Marsh.
En mayo de 1971, Hemdale estaba comprometida en inversiones en tres películas por un monto total de 1.25 millones de libras esterlinas, incluyendo la película "Melody". Además, la compañía había intentado adquirir Constellation Investments. En el transcurso del año, el grupo logró obtener un beneficio de 236,000 libras esterlinas.
Entre las películas posteriores producidas por Hemdale se encuentran "The Amazing Mr. Blunden", "Images", "Triple Echo" y una temporada adicional de "Beyond the Fringe". En enero de 1973, David Hemmings colaboró nuevamente con la empresa para llevar a cabo la película titulada "Voices".
Hemdale tuvo sus inicios como una empresa de inversión destinada a ayudar a reducir los impuestos personales elevados que afectaban a los actores británicos. Con el tiempo, la empresa se hizo pública bajo el nombre de Hemdale Ltd. y comenzó a diversificarse en varias áreas. Hemdale se asoció con Patrick Meehan, conocido por su gestión de la banda Black Sabbath. Juntos, invirtieron en largometrajes, financiaron producciones teatrales destacadas como "Grease" y se involucraron en la promoción de eventos de boxeo notables, como "The Rumble in the Jungle" entre George Foreman y Muhammad Ali. John Daly asumió el cargo de presidente y director ejecutivo de Hemdale, mientras que David Hemmings dejó la empresa en 1971, y Daly adquirió sus acciones. Además de sus actividades en la industria del entretenimiento, Hemdale también participó en la distribución de televisión por cable a hoteles, que, para 1974, se había convertido en su principal fuente de ingresos.

### Reubicación en Hollywood
Tras producir y distribuir películas británicas durante la década de 1970, Hemdale tomó la decisión de trasladarse a Hollywood en 1980 y puso un enfoque predominante en la producción cinematográfica. Durante este período, Hemdale estableció un acuerdo de distribución con Orion Pictures. En 1981, Derek Gibson se unió a la empresa en calidad de vicepresidente ejecutivo y director de producción. A partir de entonces, tanto John Daly como Derek Gibson fueron acreditados conjuntamente como productores ejecutivos en todas las películas producidas por Hemdale.
En 1983, Hemdale tomó la decisión de cerrar su división Hemdale Leisure Corporation y, en su lugar, estableció Hemdale Film Corporation como una entidad que abarcaba todas las empresas de producción y distribución previamente separadas, que incluían Hemdale Film Productions y Hemdale Film Sales. Este movimiento también implicó una reestructuración de su deuda, incluyendo la de la propia empresa. La gestión y la estructura de la empresa en el Reino Unido quedaron bajo la responsabilidad de Hemdale Holdings, encargada de gestionar el apoyo financiero necesario para las operaciones de la empresa en Estados Unidos.
Hemdale es reconocida por su destacada filmografía que incluye películas como "The Terminator," "The Return of the Living Dead," "Hoosiers," "Salvador," "River's Edge," "Platoon," y "The Last Emperor." Estas dos últimas películas recibieron el Premio de la Academia a la Mejor Película de manera consecutiva. A lo largo de este período, Hemdale produjo o financió más de 80 películas. En 1985, Hemdale Film Corporation tomó la decisión de expandirse hacia la distribución cinematográfica, y nombró al experimentado ejecutivo de 20th Century Fox, Peter S. Myers, para liderar este esfuerzo. Además, la empresa optó por mantener sus relaciones con Orion Pictures, lo que incluía la distribución de películas como "Hoosiers" y "At Close Range". El nuevo enfoque en la distribución tenía previsto el lanzamiento de 12 películas al año.
En 1986, Hemdale Distribution en los Estados Unidos estrenó "Salvador", que marcó su primer gran lanzamiento. "Howling II: Tu hermana es un hombre lobo" tuvo un lanzamiento regional en diciembre de 1985. El 14 de mayo de 1986, Hemdale adquirió los derechos de distribución de cinco películas británicas, que provenían del estudio de producción cinematográfica y representante de ventas internacionales Film Four International, con el propósito de financiar la película "El último emperador" por un total de 21.5 millones de dólares. El 25 de junio de 1986, la compañía recibió un preacuerdo para adquirir ocho títulos de películas australianas por un valor estimado entre 10 y 12 millones de dólares, lo que marcó un paso importante en la expansión global de la empresa en la producción y distribución de películas. En la misma fecha, Hemdale también firmó un acuerdo con Vestron Video para llevar toda su producción al mercado de vídeo doméstico en Norteamérica. Esto incluyó lanzamientos exitosos como "Made in USA" y "Platoon", después de los éxitos de "Hoosiers" y "A corta distancia". El 10 de septiembre de 1986, Hemdale suscribió un acuerdo con HBO/Cannon Video para aumentar su perfil y permitir el acceso a entre diez y quince obras de teatro que Hemdale produciría. Además, decidieron incluir todos los derechos de televisión de pago de la mayoría de las películas de Hemdale. Los derechos de vídeo doméstico de estas películas se negociaron por un total de 40 millones de dólares, y títulos como "A Breed Apart", "Howling II: Your Sister is a Werewolf" y "Return of the Living Dead" ya habían sido asignados a HBO/Cannon a través de Hemdale.
El 10 de diciembre de 1986, Hemdale Film Corporation presentó una demanda contra Interlink Film Distribution Corp, una compañía fundada por los hermanos Greenberg (Richard M. Greenberg y A. Frederick Goldberg), acusándolos de no cumplir con las obligaciones contractuales y de marketing en apoyo de nueve películas de Hemdale. Hemdale alegó que ambas empresas habían acordado un acuerdo a mediados de 1983. El 18 de marzo de 1987, se planeó una adquisición de Hemdale Film Corporation por parte de Computer Memories, una empresa que invirtió 29 millones de dólares y tenía la intención de convertir a Hemdale en una empresa pública. En el marco de este acuerdo, Hemdale recibiría el 80% de las acciones de la empresa común, lo que equivaldría a 37.6 millones de acciones ordinarias recién emitidas donadas a la organización. Para financiar esta operación, John Daly, el fundador de Hemdale, se vio obligado a vender el 20% de sus acciones por un total de 30 millones de dólares, que también fueron donados por Computer Memories. Además, Derek Gibson se convertiría en el director ejecutivo de la empresa ampliada como parte de este acuerdo. Sin embargo, este trato finalmente fracasó. En la misma fecha, el 18 de marzo de 1987, Hemdale Film Corporation estableció una asociación con Nelson Entertainment a través de su subsidiaria Embassy Home Entertainment para adquirir los derechos de video nacionales de diez películas. Estas películas serían gestionadas por Nelson, mientras que Hemdale retendría todos los demás derechos y el presupuesto para las películas. Se estableció un acuerdo de cofinanciamiento, y las diez películas de Hemdale/Nelson tenían previsto generar 6 millones de dólares, mientras que Nelson esperaba obtener entre 25 y 30 millones de dólares según las condiciones del mercado de sus títulos en ese momento.
En 1987, Vestron Video presentó una demanda contra HBO Video en relación con los derechos de video de las películas "Platoon" y "Hoosiers". Inicialmente, Hemdale había otorgado la licencia de estas dos películas a Vestron. Sin embargo, se produjeron desacuerdos entre las partes, y alegando incumplimiento de contrato, Hemdale cambió de rumbo y vendió los derechos de video a HBO. El 3 de junio de 1987, Nelson Entertainment decidió intervenir en la demanda entre Vestron y HBO. Nelson presentó una demanda en nombre de Vestron, argumentando que Nelson había adquirido un conjunto idéntico de 12 películas en términos prácticamente idénticos a los del acuerdo que Vestron estaba tratando de hacer cumplir. Además, el acuerdo implicaba agregar una película adicional, "High Tide", que generó un anticipo de $3 millones. Esta disputa legal finalmente retrasó el lanzamiento de la película "Platoon" durante tres meses, hasta que se llegó a un acuerdo. Según los términos del acuerdo, HBO retendría los derechos de video de las películas en disputa durante seis meses, al final de los cuales los derechos revertirían a Vestron.
En 1991, Hemdale tomó una decisión estratégica al contratar a Eric Parkinson, un ejecutivo con experiencia en la industria de videos domésticos, para establecer una operación de distribución interna de videos domésticos para la empresa. Esta nueva operación de video tuvo un éxito inmediato, en gran parte gracias al lanzamiento de la película original "The Terminator" que coincidió con el estreno en cines de la secuela dirigida por James Cameron, "T2". Hemdale Home Video se convirtió rápidamente en una fuente significativa de ingresos para todas las operaciones de la empresa. En abril del año siguiente, Hemdale Video se fusionó con una empresa que cotizaba en el NASDAQ llamada Peerless Productions, formando una nueva entidad llamada Hemdale Communications, Inc. (NASDAQ). Sin embargo, algunos antiguos acreedores de Hemdale Films intentaron embargar los ingresos de la exitosa división de videos domésticos operada por Eric Parkinson, alegando que algunos de los derechos de distribución licenciados por Hemdale Communications, Inc. se obtuvieron a precios injustos en el mercado.Sin embargo, estas afirmaciones no prosperaron. El éxito de la división de videos llevó a la promoción de Eric Parkinson dentro de la empresa Hemdale, y finalmente ocupó el cargo de director ejecutivo. La división de videos de Hemdale construyó una sólida colección de títulos, con su primer éxito número uno siendo la reedición en video casero de "The Terminator" en 1991.Además, Hemdale estableció un acuerdo de distribución con la antigua compañía Hemdale, que posteriormente cambió su nombre a NSB Film Corporation, para lanzar algunas películas de su extensa biblioteca de 150 títulos. En 1992, Hemdale Pictures también se fusionó con la empresa pública NASDAQ, Hemdale Communications, Inc. Además, en 1995, los derechos de video de algunas de las películas más destacadas de Hemdale se otorgaron bajo licencia a LIVE Entertainment (ahora Lionsgate).
En 1992, NSB presentó una demanda contra John Daly y Derek Gibson, acusándolos de vender supuestamente injustamente ciertas propiedades de Hemdale a la empresa pública dirigida por Eric Parkinson. Además, Crédit Lyonnais Bank Nederland también presentó una demanda en contra de Daly y Gibson, alegando incumplimiento de contrato, extorsión, fraude, subordinación equitativa y contribución a la quiebra de Hemdale. Sin embargo, las reclamaciones de NSB contra Daly y Gibson fueron desestimadas en un momento posterior. Al año siguiente, Crédit Lyonnais presentó una demanda contra NSB, lo que llevó al banco a ejecutar tanto a NSB como a su biblioteca de películas de Hemdale. Esto forzó a NSB a romper sus lazos con Hemdale Home Video y Hemdale Communications para la distribución de algunos de sus títulos. Finalmente, en 1994, NSB y Crédit Lyonnais llegaron a un acuerdo para resolver sus disputas que habían estado en curso durante un año.
En marzo de 1995, John Daly y Derek Gibson dejaron la empresa y Eric Parkinson asumió sus roles como director ejecutivo, encargado de todas las actividades y filiales relacionadas con Hemdale, que incluían Hemdale Holdings, Hemdale Pictures y Hemdale Film Sales. Ese mismo noviembre, la empresa llevó a cabo una reorganización como parte de un plan previamente establecido para el cierre general de sus operaciones.

### Secuelas
Después del cierre del estudio, la biblioteca de Hemdale se integró en el Consortium de Réalisation, un holding francés creado por Crédit Lyonnais para gestionar los derechos de los títulos adquiridos por Credit Lyonnais Bank, también conocida como la biblioteca "Epic". En 1999, esta biblioteca se incorporó a la producción de Orion Pictures, que en ese momento estaba bajo la propiedad de Metro-Goldwyn-Mayer a través de PolyGram Filmed Entertainment. Esta adquisición se produjo después de que MGM comprara la biblioteca Consortium de Réalisation/Epic de PolyGram. Vale la pena señalar que Orion Pictures fue el distribuidor teatral de varias películas de Hemdale. Sin embargo, hubo una excepción significativa: "The Last Emperor", una producción de Hemdale, cuyos derechos ahora pertenecen a su productor, Jeremy Thomas. Hemdale otorgó licencias para los derechos de medios estadounidenses a diferentes compañías, lo que significa que cada aspecto de los derechos de una película podía ser manejado por una empresa diferente. Por ejemplo, Columbia Pictures se encargó exclusivamente de la distribución en cines de Estados Unidos. La mayoría de las producciones extranjeras distribuidas por Hemdale posteriormente regresaron a sus propietarios originales. Un ejemplo es "Little Nemo: Adventures in Slumberland", cuyos derechos ahora son controlados en todo el mundo por el productor Tokyo Movie Shinsha. En los últimos años de la década de 1980 y principios de la década de 1990, los derechos de televisión de la biblioteca de Hemdale estuvieron bajo la responsabilidad de Carolco Pictures.
El último crédito nuevo de Hemdale fue la adaptación del videojuego de Virgin Games titulado "The Terminator", que se presentó en la pantalla de inicio del juego como "The Terminator de Hemdale